# Sân vận động Loftus Versfeld
Sân vận động Loftus Versfeld là một sân vận động tại Pretoria, Nam Phi. Sân có sức chứa 51.760 chỗ. Năm 2010, sân này là nơi thi đấu của Giải vô địch bóng đá thế giới 2010.

## World Cup 2010
Sân vận động Loftus Versfeld tổ chức 5 trận đấu tại World Cup 2010, bao gồm 4 trận đấu ở vòng bảng và 1 trận ở vòng 16 đội.
| Ngày                | Giờ   | Đội      | Kết quả            | Đội         | Vòng        | Khán giả |
| ------------------- | ----- | -------- | ------------------ | ----------- | ----------- | -------- |
| 13 tháng 6 năm 2010 | 16:00 | Serbia   | 0 - 1              | Ghana       | Bảng D      | 38,833   |
| 16 tháng 6 năm 2010 | 20:30 | Nam Phi  | 0 - 3              | Uruguay     | Bảng A      | 42,658   |
| 19 tháng 6 năm 2010 | 20:30 | Cameroon | 1 - 2              | Đan Mạch    | Bảng E      | 38,704   |
| 25 tháng 6 năm 2010 | 20:30 | Chile    | 1 - 2              | Tây Ban Nha | Bảng H      | 41,958   |
| 29 tháng 6 năm 2010 | 16:00 | Paraguay | 0 - 0 (5 - 3 pen.) | Nhật Bản    | Vòng 16 đội | 36,742   |